# Синдром щезлої білої жінки
Синдром щезлої білої жінки (англ. Missing white woman syndrome) — термін, яка використовується переважно західноєвропейськими та американськими соціальними науковцями
 та медіа-коментаторами для опису надмірного (у порівнянні з іншими подібними випадками) виділення часу для висвітлення у ЗМІ, особливо на телебаченні, випадків зникнення людини безвісти, коли така людина є молодою, білою жінкою/дівчинкою з вищого середнього класу.
Феномен визначається як надмірне фокусування ЗМІ на білих жінках вищого середнього класу, які зникають безвісти, з наданням таким випадкам непропорціонально великої кількості часу у порівнянні з аналогічними випадками зникнення жінок інших етнічних груп та соціальних класів, або з випадками зникнення чоловіків/хлопчиків всіх соціальних класів та національностей.
Вважається, що фразу вперше застосувала «якірна» журналістка новин американського телеканалу PBS Гвен Іфілл. Карлтон МакІвейн, професор Нью-Йоркського університету так визначає синдром: «Білі жінки займають привілейоване місце серед жертв насильницьких злочинів у репортажах ЗМІ».
Хоча термін був вигаданий для опису непропорційного висвітлення випадків зникнення безвісти, зараз він вже деколи використовується і для опису непропорційного висвітлення інших насильницьких злочинів.

## Медіа висвітлення

### США
Статистичне дослідження щодо зниклих безвісти дітей, яке порівнює повідомлення національних ЗМІ з даними ФБР, показує значно менше висвітлення у ЗМІ випадків зникнення дітей-афроамериканців у порівнянні з дітьми, які не належать до цієї етнічної групи. Інше аналогічне дослідження показало, що найменше (з суттєвим відривом) у ЗМІ висвітлювались випадки зникнення дівчаток з меншин.
Кім Паскваліні, президент «Національного центру пошуку зниклих безвісти дорослих» (англ. National Center for Missing Adults), зазначила, що ЗМІ мають схильність фокусуватись на «дівах у біді» — типово багатих молодих білих жінках та підлітках.
Доктор Корі Л.Армстронг зазначила у газеті «Вашингтон пост», що «тенденція обирати виключно молодих білих жінок середнього класу для повного розгортання історії „діви у біді“ багато каже про націю, яка вважає, що подолала проблеми поділу за расою та соціальним класом».

### Канада
Відповідно до дослідження, надрукованого у «The Law and Society Association», жінки-індіанці Канади, які зникли безвісти в Канаді, отримують у 27 разів менше часу висвітлення у новинах, ніж зниклі білі жінки; це висвітлення також має характер «неемоційних, менш детальних заголовків, статей та зображень.»

### Велика Британія
Професорка кримінології Університету Лестера Івонн Джукс приводить приклад вбивства білих англійських дівчат Аманди Доулер, Сари Пейн та Сохемські як приклади «історій, що заслуговували на висвітлення у ЗМІ» про «респектабельних» з сімей середнього класу та походження, чиї батьки ефективно використали новинні ЗМІ. Для контрасту вона наводить приклад вуличного вбивства темношкірої Дамілоли Тейлор, яке спочатку отримала незначне висвітлення, повідомлення ЗМІ про яке мало стосувалися жертви і фокусувалися на рівнях вуличної злочинності та охороні спільнот. Навіть коли батько Дамілоли прилетів до Великої Британії з Нігерії, щоб зробити заяви для преси телебачення, рівень громадського збурення все одно був менший, ніж у випадках вищезазначених білих дівчат.
У січні 2006 року лондонський комісар поліції Ян Блер назвав ЗМІ інституціонально расистськими і як приклад навів Сохемські вбивства двох 10-річних дівчат 2002 року. Він зазначив, що «майже ніхто» не зрозумів, чому це перетворилося у таку істерію у ЗМІ. Для демонстрації наявності у британських ЗМІ синдрому щезлої білої жінки наводяться два протилежні приклади — вбивства Ханни Вільямс та Даніель Джонс. Друге отримало значно більше висвітлення у ЗМІ, оскільки Джонс була «гарною школяркою з родини середнього класу», а Вільямс — «з бідної робочої родини з розлученими батьками та мала пірсинг у носі».

### Інші випадки непропорційного висвітлення в ЗМІ

#### Джессіка Лінч
Дослідники соціальної нерівності наводять приклад медіа-упередження у висвітленні історії трьох американських жінок-солдат — Джессіки Лінч, Шошани Джонсон та Лорі Пєстевої. На них трьох одночасно напали 23.03.2003 під час війни в Іраку; Пєстева була вбита, а Лінч та Джонсон поранили та захопили у полон. Лінч, яка була молодою білою блондинкою, отримала значно більше медіа-висвітлення, ніж її колеги Джонсон (чорношкіра мати-одиначка) та Пєстева (мати-одиначка з бідної індіанської родини народу хопі). Критики ЗМІ припускають, що ЗМІ приділили значно більше уваги жінці, з якою аудиторія, ймовірно, себе легше ідентифікує.
Після звільнення, Лінч сама віддала жорсткій критиці таке непропорційне висвітлення історії в ЗМІ, яке фокусувалось лише на ній, зазначивши у своєму свідченні в Конгресі США перед Комітетом з нагляду та урядової реформи:
Я досі не розумію, чому вони вирішили брехати та намагалися зробити з мене легенду, коли саме реальний героїзм моїх колег-солдатів того дня був легендарним. Люди як Лорі Пєстева та перший сержант Доуді, який підібрав колег-солдатів у небезпеці. Або люди як Патрік Міллер та сержант Дональд Волтерс, які насправді бились до кінця. Підсумком є те, що американський народ здатний самостійно визначити свої ідеали героїв та не потребує, щоб йому розказували спеціальні історії.

#### «Викрадення» «світловолосого янгола» у Греції
У жовтні 2013 року дівчинка-білявка приблизно 4-х років була знайдена у ромського подружжя в Греції; вважалося, що вони її викрали. Історія про «світловолосого янгола» та пошук її біологічних батьків набула міжнародного розголосу. Борець за права ромів прокоментував ситуацію так: «уявіть, що ситуація була б зворотною — темношкірі діти у білих батьків». Дитину пізніше ідентифікувати як Марію Русеву, біологічною матір'ю якої була болгарська ромка, яка віддала її на всиновлення.